# Paul Ambrosius Reith
Paul Ambrosius Reith (* vor 1726; † nach 1743) war ein deutscher Maler des Barock. Er schuf mehrere allegorische Deckenmalereien in Esslingen, Remseck und Kleinheubach. Über sein Leben ist wenig bekannt.

## Werk
Um das Jahr 1726 war Reith für den schwäbischen Ritterkanton Kocher in Esslingen tätig. Hierbei entstand eine Deckenmalerei mit dem Thema „Das gute Regiment der Stadt Esslingen“, das Reith als Geschenk des Ritterkantons an die Stadt Esslingen im Hauptsaal des damaligen Rathauses, dem heutigen Amtsgericht, malte. Durch seine Arbeit für den Ritterkanton knüpfte Reith wohl auch Kontakte mit dem damaligen Ritterrat und späteren Direktor Georg Wolf von Kaltental, in dessen Wohnsitz Schloss Aldingen im gleichnamigen Remsecker Stadtteil er um 1727 ebenfalls Deckengemälde in zwei Räumen, den sogenannten französischen Kammern, schuf. Das eine zeigt als Hauptmotiv „Neckar und Pax“, das andere „Diana und Prokris“. Ob die reichhaltigen Stuckarbeiten in diesen Räumen ebenfalls von ihm sind, ist ungeklärt. In diesem Zusammenhang ist aber auch die ungesicherte Gleichsetzung mit dem Stuckateur Ambrosius Reith zu sehen, der 1715 am Düsseldorfer Hof erwähnt wird.
Später war Reith für Fürst Dominik Marquard zu Löwenstein-Wertheim-Rochefort in Schloss Löwenstein in Kleinheubach tätig, wo er in den Jahren 1728/29 im Marmorsaal das Deckengemälde „Triumph der Tugend über das Laster, umgeben von den vier Erdteilen“ schuf.